# Monaco Telecom
Monaco Telecom SAM è l'operatore di telecomunicazioni del Principato di Monaco.
Questa società è stata creata nel 1997, in seguito alla volontà del governo monegasco di far evolvere l'Ufficio Monegasco dei Telefoni, servizio amministrativo, e farlo diventare una società privata.

## Attività a Monaco
Monaco Telecom propone ai residenti e alle aziende del Principato tutta la gamma di prodotti e servizi di un operatore di telecomunicazioni. La società detiene il monopolio sulla telefonia fissa, l'accesso a Internet e la televisione in base a una concessione dello Stato. Il mercato dimora invece aperto alla concorrenza per quanto riguarda la telefonia mobile. La marca si appoggia su una rete di vendita di 5 negozi sul Principato.

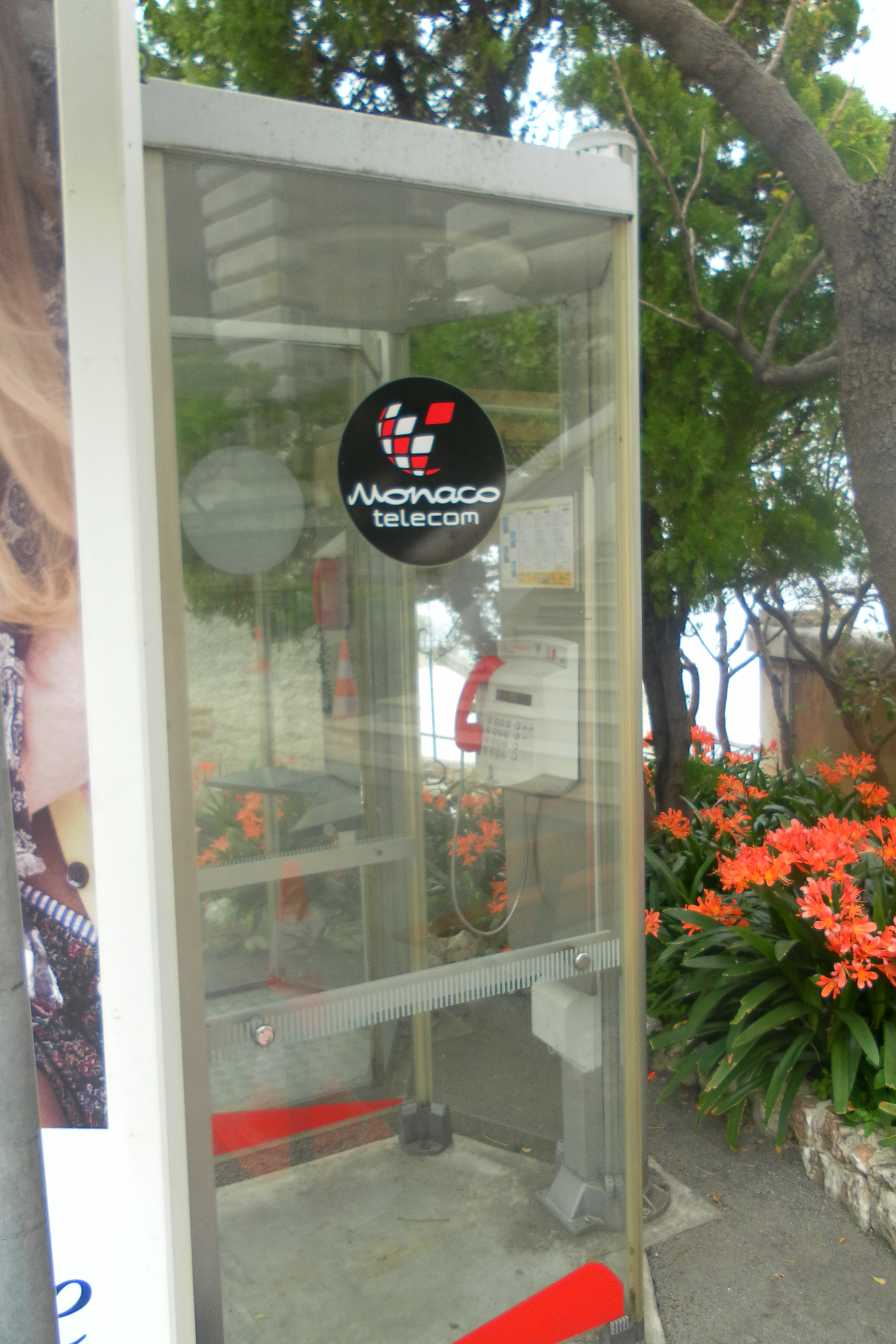
Cabina telefonica di Monaco Telecom nel Principato di Monaco.

| Attività         | Numero di clienti |
| ---------------- | ----------------- |
| Linee Fisse      | 20 831            |
| Linee Mobili     | 35 506            |
| Accesso Internet | 18 096            |
| TV               | 13 829            |
| 4 Play           | 3 402             |

## Presenza internazionale
Monaco Telecom si è sviluppata sul mercato internazionale moltiplicando i partenariati con altri attori del mondo delle telecomunicazioni:
- Afghanistan: Monaco Telecom è responsabile tecnico dell'implementazione della rete di telefonia mobile «Roshan» e detiene 36,37% dell'operatore Afghan. Tale rete è stata messa in servizio a luglio del 2003. In questo Paese in piena ricostruzione Monaco Telecom ha ugualmente sviluppato la sua offerta in materia di telecomunicazioni complementari: rete dati ISP, collegamenti affittati, call center, numeri d'urgenza. Monaco Telecom possiede una succursale strategica a Dubaï, negli Emirati Arabi Uniti.

- Cipro: nel mese di settembre 2018, Monaco Telecom acquisisce la totalità del capitale azionario di MTN Cyprus per circa 260 milioni di euro. L'operatore potrà continuare ad utilizzare il marchio MTN, per una durata di tre anni, corrispondendo una tassa commerciale[1][2]. Nel mese di giugno del 2019, l'operatore viene rinominato Epic Cyprus[3][4][5].
- OnAir: dal 2006, Monaco Telecom fornisce alla società OnAir le infrastrutture per assicurare la continuità terrestre (via la rete GSM e IP) delle chiamate passate a bordo della flotta di Airbus. Nel giugno 2006 OnAir ha esteso tale accordo alla realizzazione ed alla gestione dell'integralità della sua rete terrestre, per tutte le chiamate GSM e GPRS in ogni parte del mondo.

Il primo test in volo su un aereo di linea si è tenuto nel dicembre 2007; a fine 2008 il sistema OnAir è stato integrato su una ventina di velivoli delle compagnie aeree Ryanair, British Airways, Air France, TAP e BMI. Nel giugno 2010 Monaco Telecom e OnAir hanno ulteriormente esteso la loro attività con una nuova offerta marittima battezzata OnMarine.
- Kosovo: nel 1999, alla fine della guerra in ex-Jugoslavia, Monaco Telecom ha vinto la gara d'appalto lanciata dalle Nazioni Unite per effettuare, a partire dal 2000, i lavori necessari alla copertura ed all'espansione della rete GSM del Kosovo (PTK-Vala). La copertura della rete mobile è oggi assicurata su più del 99% della popolazione. La rete conta più di 1,2 milioni di abbonati. Il contratto mobile in Kosovo è stato prolungato per altri 3 anni nel 2012.

- Mali: a settembre 2012, il governo del Mali concede la terza licenza di telefonia mobile del Paese al consorzio Planor-Kome CESSE-Monaco Telecom. Monaco Telecom è il partner tecnico di tale raggruppamento, la cui società di diritto maliano si chiama Alpha Telecom Mali.
- Malta: a dicembre 2019, viene siglato un accordo per la cessione del 100% di Vodafone Malta a Monaco Telecom[6][7][8][9]; l'operazione è stata completata il 31 marzo 2020[10][11][12][13][14], mentre il 17 novembre 2020 l'operatore viene rinominato Epic Malta[15][16][17][18][19].
- Marocco: ad agosto 2012, Monaco Telecom cede a SkyVision le sue partecipazioni nella filiale Afinis Communications, operatore di telecomunicazioni dedicato alle grandi aziende africane, con sede a Casablanca, Marocco.

## Ricerca e sviluppo
Monaco Telecom è membro di Eurecom, una scuola d'ingegneria e centro di ricerca sui sistemi di comunicazione, situata a Sophia-Antipolis, in Francia.

## Azionariato
Dal 2014 Monaco Telecom è detenuta al 55% dall'imprenditore francese Xavier Niel e al 45% dalla Société Nationale de Financement, di cui lo Stato monegasco è azionista al 100%.

## Date chiave
- 2020: il 31 marzo si conclude l'acquisizione di Vodafone Malta[10][11][12][13][14].
- 2019: il 9 luglio, Monaco Telecom inaugura la propria rete 5G[22][23] contestualmente al lancio dell'offerta commerciale[24][25][26].
- 2018: il 16 luglio Monaco Telecom acquisisce MTN Cyprus[1][2][3][4][5].
- 2017: ad aprile Monaco Telecom annuncia ufficialmente l'apertura della sua rete 4G/LTE di classe 16, che permette di raggiungere velocità (teoriche) fino a 1 gigabit per secondo[27].
- 2012: a settembre, il governo del Mali concede la terza licenza di telefonia mobile del Paese al consorzio Planor/Kome CESSE/Monaco Telecom.

Ad agosto, Monaco Telecom cede a SkyVision le sue partecipazioni nella filiale Afinis Communications.
Estensione di 3 anni del contratto mobile in Kosovo.
- 2011: lancio del pilota 4G LTE, la quarta generazione di telefonia mobile.

Monaco Telecom copre tutto il circuito di Grand Prix di Formula 1 in WiFi.
Insegnamento & Ricerca: l'Istituto Eurecom ha battezzato la futura promozione 2011/2012 «Promozione Monaco Telecom».
Open degli Artisti di Monaco: contributo degli artisti per l'illustrazione dell'annuario telefonico del Principato.
Monaco Telecom e Cable&Wireless Communications annunciano il lancio di Afinis Communications, nata dal raggruppamento delle attività commerciali di Divona e di Connecteo.
- 2010: OnAir e Monaco Telecom varano un'offerta per l'estensione della rete marittima chiamata OnMarine.

Monaco Telecom firma un accordo di partenariato con Eurecom.
Lancio di un'offerta Internet ad altissima velocità da 30 Mbit/s e di una nuova offerta di televisione interamente digitale.
- 2009 : dimostrazione in zona urbana della tecnologia WiMax mobile a Monaco.

5 gennaio: presa delle sue funzioni di Martin Péronnet come Direttore Generale.
- 2008 : Monaco Telecom cede il 60% delle parti del suo call center eCALL.

Acquisizione di Connecteo, provider di servizi Voce, Data e Internet, presente in sei Paesi in Africa.
CWI sceglie Monaco Telecom per essere il primo centro d'eccellenza in servizi d'accesso WiMax mobile, in partenariato con Alvarion, Cisco e Nokia.
- 2007 : Monaco Telecom raggruppa le sue quattro attività (telefonia fissa, mobile, internet e televisione) sotto un marchio solo, Monaco Telecom appunto, e cambia di identità visiva.
- 2006 : Monaco Telecom apre una succursale a Dubai.
- 2005 : OnAir sceglie Monaco Telecom per le sue infrastrutture terrestri (servizi di telefonia GSM in volo).
- 2004 : L'operatore inglese Cable & Wireless International rileva le azioni di Vivendi Telecom International.

Creazione di due filiali magrebine come operatori di telecomunicazioni satellitari, Divona Telecom in Tunisia e Divona in Algeria.
- 2003 : Firma di un contratto di gestione in delega del network per la telefonia mobile «Roshan» in Afghanistan.
- 1999 : Monaco Telecom conquista la gestione in delega della rete mobile del Kosovo.

Vivendi Telecom International acquista il 51% del capitale di Monaco Telecom.
- 1997 : Privatizzazione dell'Ufficio Monegasco dei Telefoni, che diventa la società anonima monegasca Monaco Telecom.
- 1996 : Il Principato di Monaco si dota di un suo proprio indicativo internazionale, il 377.
- 1994 : Realizzazione di una rete GSM nel Principato.
- 1890 : Prime installazioni telefoniche pubbliche nel Principato di Monaco.

## Responsabilità sociale d'impresa
Per quanto concerne la responsabilità sociale d'impresa, da diversi anni Monaco Telecom ha deciso di organizzare delle misure dei campi elettromagnetici, in modo da rassicurare gli abitanti sulla non-pericolosità delle sue installazioni.
Dal novembre 2010, la legislazione monegasca inquadra il campo delle emissioni di onde elettromagnetiche, facendo riferimento ai regolamenti più severi in materia: una soglia di campo elettrico di 6 volt/metro per le emissioni delle antenne radio, televisive, walkie-talkie e WiFi, e un obbligo di 4 volt/metro per le antenne-cellulari della telefonia mobile.
I servizi dello Stato (la Direzione delle Comunicazioni Elettroniche - DCE) vigilano sul rispetto dei valori limite, attraverso campagne di misurazione annuali o in occasione dell'attivazione di un nuovo sito radio.